# Nuvens de Magalhães
As Nuvens de Magalhães são duas galáxias satélites anãs irregulares da nossa Galáxia. Ambas são visíveis a olho nu e apenas no Hemisfério Sul e os mais antigos registros visuais datam de 964 pelo astrônomo persa Al Sufi. Na Europa, foi a expedição de Fernão de Magalhães durante a circum-navegação que primeiro observou as nuvens, levando à nomenclatura de Nuvens de Magalhães.
Ambas as galáxias, a Grande e a Pequena Nuvem de Magalhães, fazem parte do chamado Grupo Local, que abrange também a nossa Galáxia, e que contém um total de 37 objetos conhecidos, distribuídos numa extensão de aproximadamente 4 milhões de anos-luz e cujo centro está localizado entre a Via Láctea e a grande galáxia espiral de Andrômeda (M31 ou NGC 224).

## Características
A Grande Nuvem de Magalhães está localizada a aproximadamente 160.000 anos-luz, e a Pequena Nuvem de Magalhães está localizada aproximadamente 200.000 anos-luz. Até 1994, a Grande Nuvem era considerada o objeto extragalático mais próximo, quando foi descoberta a Galáxia Anã Elíptica de Sagitário ou SagDEG a cerca de 70.000 anos-luz. Posteriormente foi descoberta  Galáxia Anã do Cão Maior ainda mais próxima, cerca de 42.000 anos-luz.
Evidências sugerem que a Pequena e a Grande Nuvem de Magalhães foram muito distorcidas por interações de marés com a Via Láctea, como viajam próximas; filamentos de hidrogênio neutro conectam-nas à Via Láctea e entre si, e ambas parecem galáxias espirais barradas. Porém, sua atração gravitacional afetou nossa galáxia também, causando distorções em partes periféricas do disco galáctico.
Além de sua estrutura diferenciada e pequena massa, as duas galáxias diferem de nossa galáxia em dois aspectos principais. Primeiro, elas são abundantes em gás - uma fração relativamente maior de sua massa é composta por hidrogênio e hélio, comparando-na com a Via Láctea. Elas também são mais pobres em metais do que a Via Láctea: as estrelas mais jovens na Grande e Pequena Nuvem de Magalhães têm metalicidades de 0.5 a 0.25 vezes a do Sol, respectivamente. Ambas são notáveis por suas nebulosas e populações de estrelas jovens mas, como na nossa galáxia, há uma grande variação de estrelas muito jovens e muito antigas, indicando um longo histórico de formação estelar. A Grande Nuvem de Magalhães abrigou uma supernova (SN 1987A), uma das mais brilhantes e próximas já observadas.